# Höktjärnarna (Styrnäs socken, Ångermanland)
Höktjärnarna är en sjö i Kramfors kommun i Ångermanland och ingår i Ångermanälvens huvudavrinningsområde.